# Cargas não lineares
Cargas não lineares, no campo de estudos dos circuitos elétricos, se referem a equipamentos consumidores de corrente elétrica. O termo não se relaciona a carga elétrica, de corpos carregados eletricamente, cuja carga é medida na unidade de coulomb, por exemplo.
Diferentes cargas elétricas apresentam diferentes relações tensão elétrica x corrente elétrica. Em cargas puramente resistivas, esta relação é linear, sendo o gráfico tensão x corrente uma reta que passa pela origem e tem inclinação igual à resistência ôhmica da carga.
Cargas indutivas ou capacitivas também podem ser consideradas lineares, uma vez que a relação entre corrente e tensão se dá através de derivadas ou integrais.
A maioria dos equipamentos eletrônicos, porém, não é composta apenas de resistências ôhmicas, indutâncias e capacitâncias. Possuindo semicondutores como diodos e transístores, ou ainda chaves manuais, estes equipamentos se tornam completamente não lineares. Por exemplo, curvas de tensão x corrente de diodos apresentam descontinuidades (joelhos) em determinados valores de tensão. Chaves manuais podem ser consideradas ainda mais não lineares, uma vez que seu acionamento depende iniciativa de seres humanos.
A dificuldade de modelagem de cargas não lineares reside na complexidade da corrente que apresentam, em resposta às tensões impostas. Estas correntes frequentemente têm formas muito diferentes da forma da tensão aplicada, o que não ocorre com cargas lineares. Por exemplo, em resposta a tensões sinusoidais ocorrem correntes compostas por diversos harmônicos. Além disso, estes harmônicos podem causar ruídos na rede eléctrica fazendo com que a tensão deixe de ser uma sinusoide.